# Misaki Matsutomo

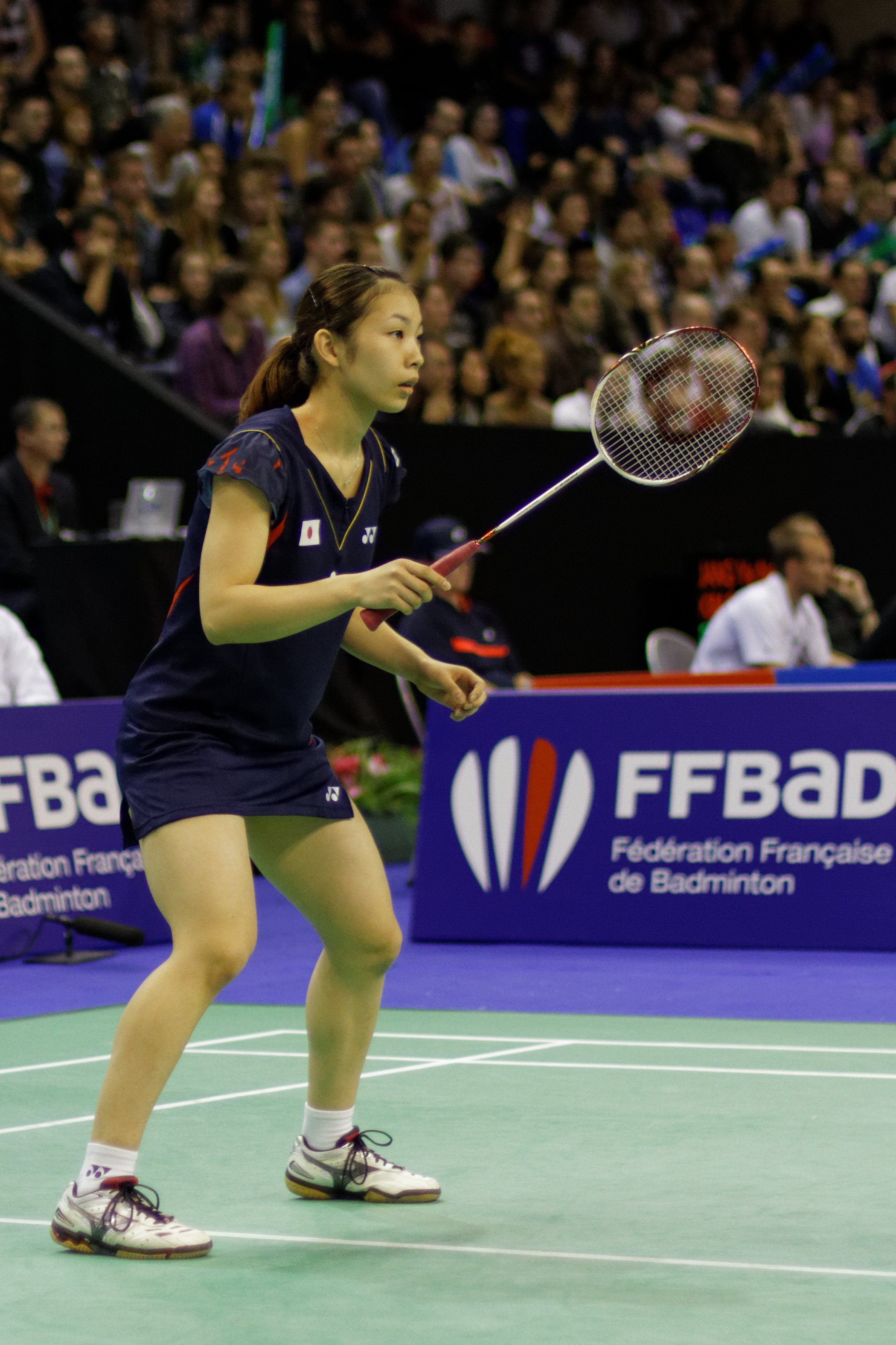
Misaki Matsutomo, French Super Series 2013.

Misaki Matsutomo (jap. 松友 美佐紀, Matsutomo Misaki; * 8. Februar 1992 in der Präfektur Tokushima) ist eine japanische Badmintonspielerin.

## Karriere

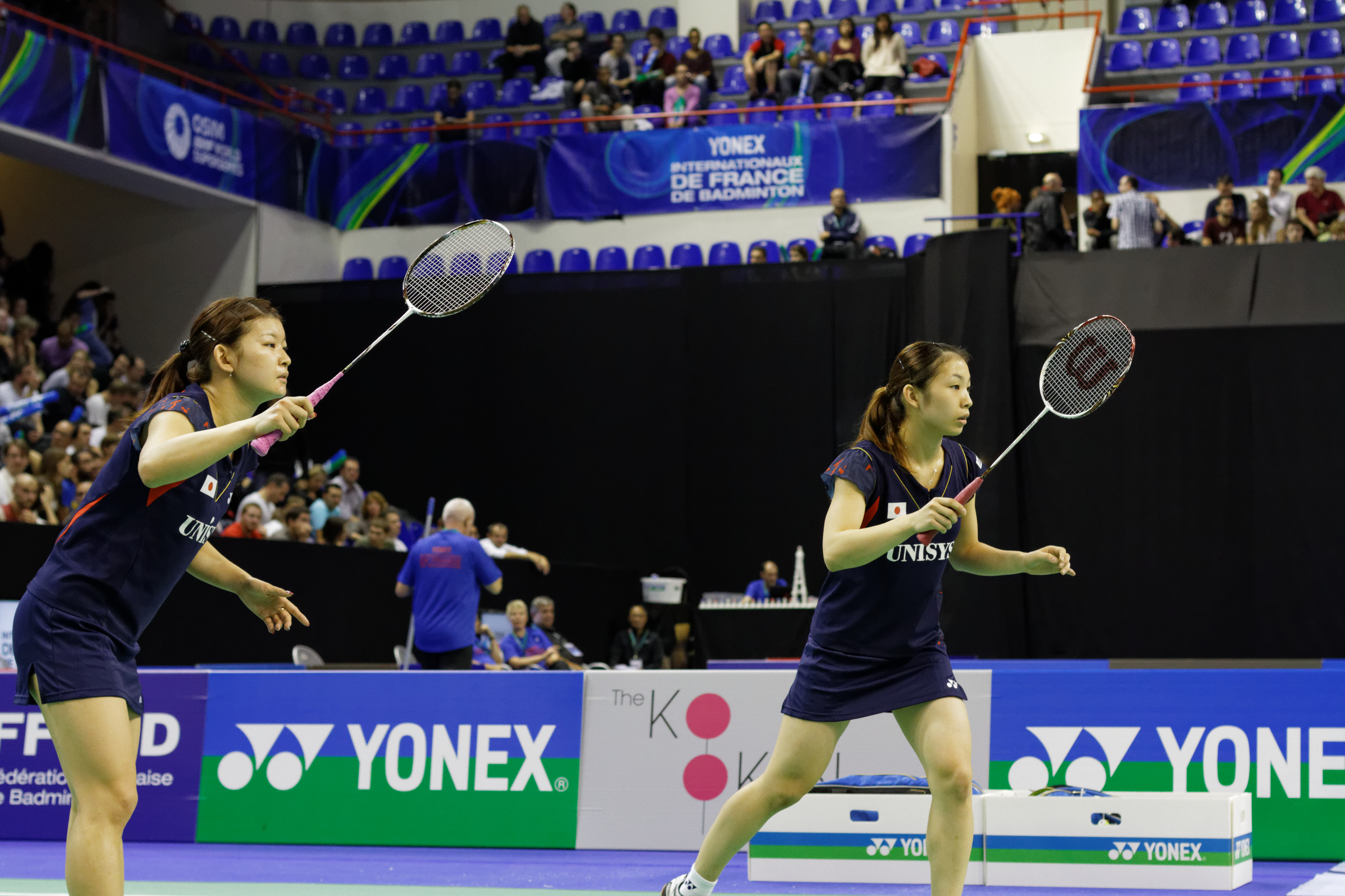
Misaki Matsutomo - Ayaka Takahashi, French Super Series 2013.

Misaki Matsutomo besuchte die Mittelschule Tokushima in Tokushima und anschließend, wie ihre spätere Teamkolleginnen Yū Hirayama und Ayaka Takahashi, die katholische St.-Ursula-Oberschule im nordjapanischen Sendai. Sie spielt für das Firmenteam von Nihon Unisys.
Misaki Matsutomo gewann 2009 die Belgian International sowie den India Open Grand Prix im Damendoppel mit Ayaka Takahashi. Bei der China Open Super Series 2010 wurden beide Fünfte, den Russia Open 2011 Zweite. Gemeinsam nahmen sie auch an der Badminton-Weltmeisterschaft 2011 teil.

## Sportliche Erfolge
| Saison | Veranstaltung                       | Disziplin         | Platz             | Name                                 |
| ------ | ----------------------------------- | ----------------- | ----------------- | ------------------------------------ |
| 2009   | Belgian International               | Damendoppel       | 1                 | Misaki Matsutomo / Ayaka Takahashi   |
| 2009   | India Open Grand Prix               | Damendoppel       | 1                 | Misaki Matsutomo / Ayaka Takahashi   |
| 2010   | China Open                          | Damendoppel       | 5                 | Misaki Matsutomo / Ayaka Takahashi   |
| 2011   | Russia Open                         | Damendoppel       | 2                 | Misaki Matsutomo / Ayaka Takahashi   |
| 2012   | Indonesia Open Grand Prix Gold      | Damendoppel       | 1                 | Misaki Matsutomo / Ayaka Takahashi   |
| 2012   | Singapur Open Super Series          | Damendoppel       | Achtelfinale      | Misaki Matsutomo / Ayaka Takahashi   |
| 2012   | US Open Grand Prix                  | Damendoppel       | 1                 | Misaki Matsutomo / Ayaka Takahashi   |
| 2012   | US Open Grand Prix                  | Gemischtes Doppel | 2                 | Misaki Matsutomo / Ken’ichi Hayakawa |
| 2012   | Canadian Open                       | Damendoppel       | 1                 | Misaki Matsutomo / Ayaka Takahashi   |
| 2012   | Canadian Open                       | Gemischtes Doppel | Viertelfinalistin | Misaki Matsutomo / Hiroyuki Saeki    |
| 2012   | Open Japan Super Series             | Gemischtes Doppel | Viertelfinalistin | Misaki Matsutomo / Ken’ichi Hayakawa |
| 2012   | Indonesia Open Grand Prix Gold      | Damendoppel       | 1                 | Misaki Matsutomo / Ayaka Takahashi   |
| 2012   | Japan: Einzelmeisterschaften        | Damendoppel       | 1                 | Misaki Matsutomo / Ayaka Takahashi   |
| 2012   | Denmark Open Super Series Premier   | Damendoppel       | 1                 | Misaki Matsutomo / Ayaka Takahashi   |
| 2012   | French Open Super Series            | Damendoppel       | Viertelfinalistin | Misaki Matsutomo / Ayaka Takahashi   |
| 2012   | China Open Super Series             | Damendoppel       | Viertelfinalistin | Misaki Matsutomo / Ayaka Takahashi   |
| 2012   | Hong Kong Open Super Series         | Damendoppel       | Viertelfinalistin | Misaki Matsutomo / Ayaka Takahashi   |
| 2012   | BWF Super Series                    | Damendoppel       | Viertelfinalistin | Misaki Matsutomo / Ayaka Takahashi   |
| 2012   | Japan: Einzelmeisterschaften        | Damendoppel       | 1                 | Misaki Matsutomo / Ayaka Takahashi   |
| 2013   | Korea Open Super Series             | Damendoppel       | Viertelfinalistin | Misaki Matsutomo / Ayaka Takahashi   |
| 2012   | Korea Open Super Series             | Gemischtes Doppel | Achtelfinalistin  | Misaki Matsutomo / Ken’ichi Hayakawa |
| 2013   | Malaysia Open Super Series          | Damendoppel       | 2                 | Misaki Matsutomo / Ayaka Takahashi   |
| 2013   | German Open                         | Damendoppel       | Halbfinalistin    | Misaki Matsutomo / Ayaka Takahashi   |
| 2012   | German Open                         | Gemischtes Doppel | Viertelfinalistin | Misaki Matsutomo / Ken’ichi Hayakawa |
| 2013   | Indonesia Open Super Series Premier | Damendoppel       | Viertelfinalistin | Misaki Matsutomo / Ayaka Takahashi   |
| 2013   | India Open Super Series             | Damendoppel       | 2                 | Misaki Matsutomo / Ayaka Takahashi   |
| 2012   | India Open Super Series             | Gemischtes Doppel | Achtelfinalistin  | Misaki Matsutomo / Ken’ichi Hayakawa |
| 2013   | Singapur Open Super Series          | Damendoppel       | 2                 | Misaki Matsutomo / Ayaka Takahashi   |
| 2016   | Olympische Sommerspiele             | Damendoppel       | 1                 | Misaki Matsutomo / Ayaka Takahashi   |